# Ankan
Ankan (jap. 安閑天皇, Ankan-tennō; * 466; † 15. Januar 536) war der 27. Tennō von Japan (531–536). 
Er war der erste Sohn Kaiser Keitais.
Er hatte keinen Sohn.
Nach dem Tod seines Vaters bestieg er, mit 66 Jahren, den Thron. Aus seiner Regierungszeit sind keine erwähnenswerten Vorkommnisse überliefert. 